# Piezophyllus macrocerus
Piezophyllus (Piezophyllus) macrocerus – gatunek chrząszcza z rodziny sprężykowatych i podrodziny Tetralobinae.

## Występowanie
Gatunek jest endemitem Madagaskaru.